# Hicksonella guishanensis
Hicksonella guishanensis är en korallart som beskrevs av Zou och Chen 1984. Hicksonella guishanensis ingår i släktet Hicksonella och familjen Gorgoniidae. Inga underarter finns listade i Catalogue of Life.